# 克拉斯諾彼列科普斯克
克拉斯諾彼列科普斯克（羅馬化：Krasnoperekopsk），烏克蘭及克里米亞韃靼人稱亞内卡普（羅馬化：Yany Kapu），是烏克蘭克里米亞自治共和國彼列科普區的城市及該區的行政中心，於2014年被俄羅斯佔領後成為克里米亞共和國的直轄市及克拉斯諾彼列科普斯克區的行政中心（該市不在該區的管轄範圍內）。該市距離首府辛菲羅波爾124公里，始建於1932年，面積22.42平方公里，海拔高度6米，2021年人口數量為25,569人。

## 歷史與城市名稱
1991年蘇聯解體后，跟隨克里米亞自治共和國，成為烏克蘭的一座城市，並得到俄羅斯承認。
2014年，俄羅斯占領及併吞了克里米亞半島，但國際普遍承認此地主權仍屬於烏克蘭。
2016年，烏克蘭政府通过去共產化法律，該城從原名“克拉斯諾彼列科普斯克”更名為“亞内卡普”，但俄羅斯占領當局仍沿用舊名。
2020年烏克蘭行政區劃改革，成為新的彼列科普區的行政中心。但由於烏克蘭未能實際控制此地，新的行政區劃暫時無法執行。